# Antanas Vaičius
Antanas Vaičius (* 5. April 1926 in Geidučiai, Rajon Skuodas, Litauen; † 25. November 2008 in Telšiai, Litauen) war ein litauischer Geistlicher und römisch-katholischer Bischof von Telšiai.

## Leben
Vaičius studierte von 1943 bis 1946 am Priesterseminar Telšiai und von 1946 bis 1951 am Priesterseminar Kaunas. Er empfing die Priesterweihe am 24. September 1950. Er war in den verschiedensten Funktionen im Bistum Telšiai und der Prälatur Klaipėda tätig. Von 1965 bis 1973 war er Pfarrer in Akmenė und stellvertretender Dekan in Viekšniai. Von 1973 bis 1975 war er Pfarrer in Telšiai und Kanzler am Bischofssitz Telšiai. 1975 wurde er zum Kapitularvikar des Bistums Telšiai und der Prälatur Klaipėda bestellt.
Papst Johannes Paul II. ernannte ihn 1982 zum Titularbischof von Sullectum und bestellte ihn zum Administrator des Bistums Telšiai. Die Bischofsweihe spendete ihm am 25. Juli 1982 in der Kathedrale von Kaunas Bischof Liudas Povilonis MIC; Mitkonsekratoren waren Romualdas Krikšciunas, Administrator von Panevėžys, und Bischof Vincentas Sladkevičius MIC, Administrator von Kaišiadorys.
Am 10. März 1989 wurde er zum Bischof von Telšiai ernannt. Seinem altersbedingten Rücktrittsgesuch gab Papst Johannes Paul II. am 26. Mai 2001 statt.